# Медаль в память 10 лет освободительных боёв в Латвийской Республике
Памятная медаль 10-летия освободительных боёв в Латвийской Республике (латыш. Latvijas Republikas atbrīvošanas cīņu 10 gadu jubilejas piemiņas medaļa) — латвийская памятная медаль, посвящённая десятилетнему юбилею Латвийской войны за независимость. Единственная государственная медаль Латвийской Республики.

## История
12 июля 1928 года Кабинет министров Латвии принял, а военный министр утвердил Положение об учреждении памятной медали с целью отметить десятую годовщину начала Освободительной войны, сохранить исторические события в памяти народа, отметить участие солдат и других лиц в сражениях, а также почтить память иностранных солдат, которые участвовали в боях за освобождение Латвии, но не были награждены Военным орденом Лачплесиса или орденом Трёх Звёзд. Для вручения медали требовалось заключение военного министра.
Генеральным штабом вручалось удостоверение о вручении медали. Награждённые Памятным знаком Освободительной войны (1922) получали отметку: «Владелец этого удостоверения имеет право носить памятную медаль 10-летия освободительных боёв в Латвийской Республике». Сама медаль изготавливалась и вручалась Армейским экономическим магазином (латыш. Armijas Ekonomiskais veikals) после уплаты 2 латов, из которых 1,50 лата перечислялись Армейскому экономическому магазину за изготовление медали, а 50 сантимов — в Генеральный штаб на покрытие канцелярских расходов и в фонд нуждающимся солдатам. Нуждающиеся военнослужащие от оплаты были освобождены. 
В случае утраты наградного удостоверения выдавалось новое при предъявлении заявления, номера «Вестника Министерства внутренних дел» с объявлением об утрате и уплате 40 латов гербового сбора.

## Описание
Медаль круглая, из тёмной бронзы. Диаметр 35 мм, толщина 2 мм. На лицевой стороне рисунок, изображающий шеренгу солдат с винтовками на фоне солнца, Даугавы и рижских башен. По его нижнему краю небольшая надпись «ZĪM. STROMBERGS GRAV. BERCS» (Рисовал Стромберг, гравировал Берц). В центре оборотной стороны надпись в четыре строки «PAR LATVIJU 1918—1928» (За Латвию 1918—1928), заключённая в трёх пятиконечных звёздах.
К медали при помощи ушка и пряжки прикреплена шёлковая лента шириной 31 мм. Лента была трёх цветов: основной цвет красный, с двумя синими  полосами шириной 4 мм и с обеих сторон окантованная оранжевыми полосами шириной 0,75 мм.
У лиц, находившихся на военной службе во время Освободительной войны, к ленте прикреплялись бронзовые мечи размером 25 x 2 мм, остриями вверх. 
Медаль следовало носить в торжественных случаях на левой стороне груди. В повседневное время допускалось ношение одной ленты.

## Условия награждения
Медалью награждались за действия с ноября 1918 года по 11 августа 1920 года:
- Военнослужащие:
  - Солдаты, служившие в латвийской армии во время войны за освобождение Латвии.
  - По заключению военного министра — солдаты иностранных армий, участвовавшие в Освободительной войне в Латвии.
- Гражданские:
  - Свободные контрактники, сёстры милосердия и врачи;
  - Гражданские лица, состоявшие на службе в мобилизованных ротах и на кораблях;
  - Лица, входившие в школьные роты во время Освободительной войны;
  - Члены женского корпуса помощи;
  - Сотрудники военной полиции, а также члены органов местного самоуправления и охранных предприятий;
  - Бойцы Троицкого батальона и Имантского полка;
  - По заключению военного министра — отдельные граждане Латвии, внёсшие свой вклад и поддержавшие армию во время Освободительной войны в Латвии.

Медалью не награждались осуждённые с поражением в правах.